# Saison 2019-2020 des Pistons de Détroit
La saison 2019-2020 des Pistons de Détroit est la 79e saison de la franchise (71e en NBA) et la 63e saison dans la ville de Détroit.
Durant la saison régulière, la franchise se sépare d'Andre Drummond à la date limite des transferts, qui était leur pivot titulaire sur les huit dernières années.
La saison a été suspendue par les officiels de la ligue après les matchs du 11 mars  après l'annonce que Rudy Gobert était positif au COVID-19. Le 12 mars 2020, le président de la ligue Adam Silver annonce que le championnat est arrêté pour "au moins 30 jours".
À l'annonce de la reprise de la compétition de la NBA, pour le 31 juillet, la franchise n'a pas été retenue afin de participer à la fin de saison. Elle garde donc les statistiques et le bilan en date du 12 mars 2020.

## Draft
| Tour | Choix | Joueur          | Poste | Nationalité | Provenance                  |
| ---- | ----- | --------------- | ----- | ----------- | --------------------------- |
| 1    | 15    | Sekou Doumbouya | SF    | France      | Limoges Cercle Saint-Pierre |
| 2    | 45    | Isaiah Roby     | SF    | États-Unis  | Cornhuskers du Nebraska     |

## Matchs

### Summer League
| Summer League Total: 4-1 |

| Match | Date match | Équipe       | Score    | Meilleur marqueur           | Meilleur rebondeur   | Meilleur passeur       | Lieux Spectateurs    | Série |
| ----- | ---------- | ------------ | -------- | --------------------------- | -------------------- | ---------------------- | -------------------- | ----- |
| 1     | 5 juillet  | Croatie      | V 96-80  | Khyri Thomas (26)           | Matt Costello (8)    | Bruce Brown Jr. (7)    | Cox Pavilion         | 1 - 0 |
| 2     | 6 juillet  | Portland     | V 93-76  | Sviatoslav Mykhaïliouk (18) | Costello, Hall (8)   | Bruce Brown Jr. (10)   | Thomas & Mack Center | 2 - 0 |
| 3     | 8 juillet  | Indiana      | V 102-84 | Matt Costello (20)          | Bruce Brown Jr. (10) | Brown, Mykhaïliouk (6) | Cox Pavilion         | 3 - 0 |
| 4     | 10 juillet | Philadelphie | V 96-81  | Matt Costello (18)          | Bruce Brown Jr. (14) | Bruce Brown Jr. (10)   | Cox Pavilion         | 4 - 0 |
| 5     | 13 juillet | Brooklyn     | D 85-105 | Jordan Bone (18)            | Matt Costello (8)    | Trois joueurs (3)      | Thomas & Mack Center | 4 - 1 |

### Pré-saison
| Pré-saison Total: 3-2 (Domicile : 2-1; Extérieur : 1-1) |

| Match | Date match | Équipe         | Score     | Meilleur marqueur      | Meilleur rebondeur  | Meilleur passeur    | Lieux                | Série |
| ----- | ---------- | -------------- | --------- | ---------------------- | ------------------- | ------------------- | -------------------- | ----- |
| 1     | 7 octobre  | Orlando        | D 91-115  | Christian Wood (19)    | Andre Drummond (9)  | Blake Griffin (5)   | Little Caesars Arena | 0 - 1 |
| 2     | 9 octobre  | Dallas         | V 124-117 | Luke Kennard (19)      | Andre Drummond (9)  | Jackson, Rose (5)   | Little Caesars Arena | 1 - 1 |
| 3     | 11 octobre | Cleveland      | V 109-105 | Quatre joueurs (15)    | Thon Maker (10)     | Bruce Brown Jr. (7) | Little Caesars Arena | 2 - 1 |
| 4     | 15 octobre | @ Philadelphie | D 86-106  | Christian Wood (19)    | Maker, Wood (10)    | Thon Maker (5)      | Wells Fargo Center   | 2 - 2 |
| 5     | 16 octobre | @ Charlotte    | V 116-110 | Langston Galloway (18) | Andre Drummond (15) | Tim Frazier (12)    | Spectrum Center      | 3 - 2 |

### Saison régulière
| Saison régulière Total: 20-46 (Domicile : 11-22; Extérieur : 9-24) |

| Match | Date match | Équipe       | Score     | Meilleur marqueur   | Meilleur rebondeur  | Meilleur passeur   | Lieux                   | Série |
| ----- | ---------- | ------------ | --------- | ------------------- | ------------------- | ------------------ | ----------------------- | ----- |
| 1     | 23 octobre | @ Indiana    | V 119-110 | Andre Drummond (32) | Andre Drummond (23) | Derrick Rose (9)   | Bankers Life Fieldhouse | 1 - 0 |
| 2     | 24 octobre | Atlanta      | D 100-117 | Derrick Rose (27)   | Andre Drummond (12) | Quatre joueurs (3) | Little Caesars Arena    | 1 - 1 |
| 3     | 26 octobre | Philadelphie | D 111-117 | Derrick Rose (31)   | Andre Drummond (12) | Tony Snell (6)     | Little Caesars Arena    | 1 - 2 |
| 4     | 28 octobre | Indiana      | V 96-94   | Christian Wood (19) | Andre Drummond (18) | Tim Frazier (8)    | Little Caesars Arena    | 2 - 2 |
| 5     | 30 octobre | @ Toronto    | D 113-125 | Andre Drummond (21) | Andre Drummond (22) | Derrick Rose (10)  | Scotiabank Arena        | 2 - 3 |

| Match | Date match   | Équipe       | Score     | Meilleur marqueur      | Meilleur rebondeur  | Meilleur passeur      | Lieux                   | Série  |
| ----- | ------------ | ------------ | --------- | ---------------------- | ------------------- | --------------------- | ----------------------- | ------ |
| 6     | 1er novembre | @ Chicago    | D 106-112 | Andre Drummond (25)    | Andre Drummond (24) | Derrick Rose (7)      | United Center           | 2 - 4  |
| 7     | 2 novembre   | Brooklyn     | V 113-109 | Andre Drummond (25)    | Andre Drummond (20) | Bruce Brown Jr. (7)   | Little Caesars Arena    | 3 - 4  |
| 8     | 4 novembre   | @ Washington | D 99-115  | Luke Kennard (24)      | Andre Drummond (24) | Bruce Brown Jr. (7)   | Capital One Arena       | 3 - 5  |
| 9     | 6 novembre   | New York     | V 122-102 | Andre Drummond (27)    | Andre Drummond (12) | Drummond, Kennard (7) | Little Caesars Arena    | 4 - 5  |
| 10    | 8 novembre   | @ Indiana    | D 106-112 | Luke Kennard (29)      | Andre Drummond (13) | Andre Drummond (8)    | Bankers Life Fieldhouse | 4 - 6  |
| 11    | 11 novembre  | Minnesota    | D 114-120 | Luke Kennard (25)      | Andre Drummond (12) | Blake Griffin (6)     | Little Caesars Arena    | 4 - 7  |
| 12    | 12 novembre  | @ Miami      | D 108-117 | Luke Kennard (22)      | Andre Drummond (9)  | Bruce Brown Jr. (11)  | American Airlines Arena | 4 - 8  |
| 13    | 15 novembre  | @ Charlotte  | D 106-109 | Langston Galloway (32) | Andre Drummond (20) | Bruce Brown Jr. (7)   | Spectrum Center         | 4 - 9  |
| 14    | 20 novembre  | @ Chicago    | D 89-109  | Derrick Rose (18)      | Andre Drummond (14) | Bruce Brown Jr. (6)   | United Center           | 4 - 10 |
| 15    | 22 novembre  | Atlanta      | V 128-103 | Blake Griffin (24)     | Andre Drummond (15) | Luke Kennard (9)      | Little Caesars Arena    | 5 - 10 |
| 16    | 23 novembre  | @ Milwaukee  | D 90-104  | Derrick Rose (20)      | Andre Drummond (17) | Derrick Rose (6)      | Fiserv Forum            | 5 - 11 |
| 17    | 25 novembre  | Orlando      | V 103-88  | Luke Kennard (20)      | Andre Drummond (18) | Luke Kennard (7)      | Little Caesars Arena    | 6 - 11 |
| 18    | 27 novembre  | @ Charlotte  | D 101-102 | Blake Griffin (26)     | Andre Drummond (21) | Derrick Rose (8)      | Spectrum Center         | 6 - 12 |
| 19    | 29 novembre  | Charlotte    | D 107-110 | Derrick Rose (23)      | Andre Drummond (19) | Bruce Brown Jr. (5)   | Little Caesars Arena    | 6 - 13 |

| Match | Date match   | Équipe                | Score     | Meilleur marqueur    | Meilleur rebondeur  | Meilleur passeur    | Lieux                      | Série   |
| ----- | ------------ | --------------------- | --------- | -------------------- | ------------------- | ------------------- | -------------------------- | ------- |
| 20    | 1er décembre | San Antonio           | V 132-98  | Christian Wood (28)  | Andre Drummond (16) | Derrick Rose (10)   | Little Caesars Arena       | 7 - 13  |
| 21    | 3 décembre   | @ Cleveland           | V 127-94  | Blake Griffin (24)   | Andre Drummond (14) | Derrick Rose (9)    | Rocket Mortgage FieldHouse | 8 - 13  |
| 22    | 4 décembre   | Milwaukee             | V 103-127 | Andre Drummond (23)  | Andre Drummond (14) | Drummond, Rose (5)  | Little Caesars Arena       | 8 - 14  |
| 23    | 6 décembre   | Indiana               | V 108-101 | Andre Drummond (25)  | Andre Drummond (22) | Bruce Brown Jr. (6) | Little Caesars Arena       | 9 - 14  |
| 24    | 9 décembre   | @ La Nouvelle-Orléans | V 105-103 | Derrick Rose (21)    | Andre Drummond (10) | Derrick Rose (7)    | Smoothie King Center       | 10 - 14 |
| 25    | 12 décembre  | Dallas                | D 111-122 | Andre Drummond (23)  | Andre Drummond (15) | Blake Griffin (5)   | Arena Ciudad de México     | 10 - 15 |
| 26    | 14 décembre  | @ Houston             | V 115-107 | Luke Kennard (22)    | Christian Wood (12) | Derrick Rose (12)   | Toyota Center              | 11 - 15 |
| 27    | 16 décembre  | Washington            | D 119-133 | Morris, Rose (22)    | Quatre joueurs (6)  | Derrick Rose (8)    | Little Caesars Arena       | 11 - 16 |
| 28    | 18 décembre  | Toronto               | D 99-112  | Andre Drummond (22)  | Andre Drummond (18) | Derrick Rose (5)    | Little Caesars Arena       | 11 - 17 |
| 29    | 20 décembre  | @ Boston              | D 93-114  | Thon Maker (15)      | Andre Drummond (11) | Brown, Frazier (5)  | TD Garden                  | 11 - 18 |
| 30    | 21 décembre  | Chicago               | D 107-119 | Markieff Morris (23) | Andre Drummond (14) | Tim Frazier (9)     | TD Garden                  | 11 - 19 |
| 31    | 23 décembre  | Philadelphie          | D 109-125 | Andre Drummond (27)  | Andre Drummond (9)  | Derrick Rose (7)    | TD Garden                  | 11 - 20 |
| 32    | 26 décembre  | Washington            | V 132-102 | Christian Wood (22)  | Blake Griffin (11)  | Frazier, Rose (6)   | Little Caesars Arena       | 12 - 20 |
| 33    | 28 décembre  | @ San Antonio         | D 109-136 | Derrick Rose (24)    | Andre Drummond (18) | Frazier, Rose (4)   | AT&T Center                | 12 - 21 |
| 34    | 30 décembre  | @ Utah                | D 81-104  | Derrick Rose (20)    | Andre Drummond (13) | Derrick Rose (4)    | Vivint Smart Home Arena    | 12 - 22 |

| Match | Date match | Équipe              | Score          | Meilleur marqueur    | Meilleur rebondeur   | Meilleur passeur    | Lieux                      | Série   |
| ----- | ---------- | ------------------- | -------------- | -------------------- | -------------------- | ------------------- | -------------------------- | ------- |
| 35    | 2 janvier  | @ L.A. Clippers     | D 112-126      | Bruce Brown Jr. (15) | Andre Drummond (12)  | Brown, Rose (6)     | Staples Center             | 12 - 23 |
| 36    | 4 janvier  | @ Golden State      | V 111-104      | Derrick Rose (22)    | Andre Drummond (18)  | Tim Frazier (5)     | Chase Center               | 13 - 23 |
| 37    | 5 janvier  | @ L.A. Lakers       | D 99-106       | Derrick Rose (28)    | Andre Drummond (18)  | Brown, Rose (5)     | Staples Center             | 13 - 24 |
| 38    | 7 janvier  | @ Cleveland         | V 115-113      | Derrick Rose (24)    | Andre Drummond (20)  | Brown, Rose (7)     | Rocket Mortgage FieldHouse | 14 - 24 |
| 39    | 9 janvier  | Cleveland           | D 112-115 (OT) | Andre Drummond (28)  | Andre Drummond (23)  | Bruce Brown Jr. (8) | Little Caesars Arena       | 14 - 25 |
| 40    | 11 janvier | Chicago             | D 99-108       | Derrick Rose (20)    | Christian Wood (14)  | Derrick Rose (7)    | Little Caesars Arena       | 14 - 26 |
| 41    | 13 janvier | La Nouvelle-Orléans | D 110-117 (OT) | Derrick Rose (23)    | Andre Drummond (10)  | Derrick Rose (8)    | Little Caesars Arena       | 14 - 27 |
| 42    | 15 janvier | @ Boston            | V 116-103      | Sekou Doumbouya (24) | Andre Drummond (13)  | Andre Drummond (7)  | TD Garden                  | 15 - 27 |
| 43    | 18 janvier | @ Atlanta           | V 136-103      | Derrick Rose (27)    | Andre Drummond (17)  | Derrick Rose (9)    | State Farm Arena           | 16 - 27 |
| 44    | 20 janvier | @ Washington        | D 100-106      | Derrick Rose (21)    | Andre Drummond (16)  | Brown, Galloway (4) | Capital One Arena          | 16 - 28 |
| 45    | 22 janvier | Sacramento          | V 127-106      | Christian Wood (23)  | Markieff Morris (11) | Derrick Rose (11)   | Little Caesars Arena       | 17 - 28 |
| 46    | 24 janvier | Memphis             | D 112-125      | Derrick Rose (22)    | Thon Maker (8)       | Derrick Rose (8)    | Little Caesars Arena       | 17 - 29 |
| 47    | 25 janvier | Brooklyn            | D 111-121 (OT) | Derrick Rose (27)    | Andre Drummond (21)  | Derrick Rose (6)    | Little Caesars Arena       | 17 - 30 |
| 48    | 27 janvier | Cleveland           | D 100-115      | Reggie Jackson (16)  | Andre Drummond (8)   | Bruce Brown Jr. (6) | Little Caesars Arena       | 17 - 31 |
| 49    | 29 janvier | @ Brooklyn          | D 115-125      | Reggie Jackson (23)  | Andre Drummond (13)  | Jackson, Rose (5)   | Barclays Center            | 17 - 32 |
| 50    | 31 janvier | Toronto             | D 92-105       | Derrick Rose (21)    | Andre Drummond (20)  | Tony Snell (4)      | Little Caesars Arena       | 17 - 33 |

| Match                  | Date match | Équipe          | Score          | Meilleur marqueur   | Meilleur rebondeur  | Meilleur passeur      | Lieux                      | Série   |
| ---------------------- | ---------- | --------------- | -------------- | ------------------- | ------------------- | --------------------- | -------------------------- | ------- |
| 51                     | 2 février  | Denver          | V 128-123 (OT) | Andre Drummond (21) | Andre Drummond (17) | Bruce Brown (8)       | Little Caesars Arena       | 18 - 33 |
| 52                     | 3 février  | @ Memphis       | D 82-96        | Andre Drummond (25) | Andre Drummond (18) | Quatre joueurs (4)    | FedExForum                 | 18 - 34 |
| 53                     | 5 février  | Phoenix         | V 116-108      | Andre Drummond (31) | Andre Drummond (19) | Reggie Jackson (9)    | Little Caesars Arena       | 19 - 34 |
| 54                     | 7 février  | @ Oklahoma City | D 101-108      | Reggie Jackson (28) | Christian Wood (12) | Snell, Wood (5)       | Chesapeake Energy Arena    | 19 - 35 |
| 55                     | 8 février  | New York        | D 92-95        | Reggie Jackson (20) | Christian Wood (11) | Reggie Jackson (9)    | Little Caesars Arena       | 19 - 36 |
| 56                     | 10 février | Charlotte       | D 76-87        | Thon Maker (12)     | Brown, Maker (12)   | Bruce Brown (5)       | Little Caesars Arena       | 19 - 37 |
| 57                     | 12 février | @ Orlando       | D 112-116      | Christian Wood (26) | Christian Wood (12) | Reggie Jackson (11)   | Amway Center               | 19 - 38 |
| NBA All-Star Game 2020 |            |                 |                |                     |                     |                       |                            |         |
| 58                     | 20 février | Milwaukee       | D 106-126      | Christian Wood (18) | Christian Wood (11) | Bruce Brown (7)       | Little Caesars Arena       | 19 - 39 |
| 59                     | 23 février | @ Portland      | D 104-107      | Christian Wood (26) | Bruce Brown (10)    | Langston Galloway (4) | Moda Center                | 19 - 40 |
| 60                     | 25 février | @ Denver        | D 98-115       | Christian Wood (20) | Christian Wood (10) | Tony Snell (7)        | Pepsi Center               | 19 - 41 |
| 61                     | 28 février | @ Phoenix       | V 113-111      | Derrick Rose (31)   | Christian Wood (9)  | Christian Wood (5)    | Talking Stick Resort Arena | 20 - 41 |

| Match | Date match | Équipe         | Score     | Meilleur marqueur   | Meilleur rebondeur  | Meilleur passeur   | Lieux                 | Série   |
| ----- | ---------- | -------------- | --------- | ------------------- | ------------------- | ------------------ | --------------------- | ------- |
| 62    | 1er mars   | @ Sacramento   | D 100-106 | Christian Wood (20) | Christian Wood (12) | Brandon Knight (7) | Golden 1 Center       | 20 - 42 |
| 63    | 4 mars     | Oklahoma City  | D 107-114 | Christian Wood (29) | Christian Wood (9)  | Brandon Knight (7) | Little Caesars Arena  | 20 - 43 |
| 64    | 7 mars     | Utah           | D 105-111 | Christian Wood (30) | Christian Wood (11) | Bruce Brown (7)    | Little Caesars Arena  | 20 - 44 |
| 65    | 8 mars     | @ New York     | D 84-96   | Christian Wood (22) | Christian Wood (8)  | Bruce Brown (6)    | Madison Square Garden | 20 - 45 |
| 66    | 11 mars    | @ Philadelphie | D 106-124 | Christian Wood (32) | McRae, Wood (7)     | Brandon Knight (6) | Wells Fargo Center    | 20 - 46 |

| Match | Date match | Équipe        | Score | Meilleur marqueur | Meilleur rebondeur | Meilleur passeur | Lieux                    | Série |
| ----- | ---------- | ------------- | ----- | ----------------- | ------------------ | ---------------- | ------------------------ | ----- |
| 67    | Annulé     | @ Toronto     |       |                   |                    |                  | Scotiabank Arena         | -     |
| 68    | Annulé     | Orlando       |       |                   |                    |                  | Little Caesars Arena     | -     |
| 69    | Annulé     | Golden State  |       |                   |                    |                  | Little Caesars Arena     | -     |
| 70    | Annulé     | L.A. Lakers   |       |                   |                    |                  | Little Caesars Arena     | -     |
| 71    | Annulé     | @ Milwaukee   |       |                   |                    |                  | Fiserv Forum             | -     |
| 72    | Annulé     | Portland      |       |                   |                    |                  | Little Caesars Arena     | -     |
| 73    | Annulé     | L.A. Clippers |       |                   |                    |                  | Little Caesars Arena     | -     |
| 74    | Annulé     | Houston       |       |                   |                    |                  | Little Caesars Arena     | -     |
| 75    | Annulé     | @ Brooklyn    |       |                   |                    |                  | Barclays Center          | -     |
| 76    | Annulé     | Miami         |       |                   |                    |                  | Little Caesars Arena     | -     |
| 77    | Annulé     | @ Minnesota   |       |                   |                    |                  | Target Center            | -     |
| 78    | Annulé     | @ Atlanta     |       |                   |                    |                  | State Farm Arena         | -     |
| 79    | Annulé     | @ Miami       |       |                   |                    |                  | American Airlines Arena  | -     |
| 80    | Annulé     | @ Dallas      |       |                   |                    |                  | American Airlines Center | -     |
| 81    | Annulé     | Boston        |       |                   |                    |                  | Little Caesars Arena     | -     |
| 82    | Annulé     | @ New York    |       |                   |                    |                  | Madison Square Garden    | -     |

### Confrontations en saison régulière
| Conférence Est      | Conférence Est                              | Conférence Est                              | Conférence Est                              | Conférence Est                              | Conférence Ouest                            | Conférence Ouest                            | Conférence Ouest                            |
| Division Atlantique | Division Atlantique                         | Division Atlantique                         | Division Atlantique                         | Division Atlantique                         | Division Nord-Ouest                         | Division Nord-Ouest                         | Division Nord-Ouest                         |
| Équipe              | Domicile                                    | Domicile                                    | Extérieur                                   | Extérieur                                   | Équipe                                      | Domicile                                    | Extérieur                                   |
| ------------------- | ------------------------------------------- | ------------------------------------------- | ------------------------------------------- | ------------------------------------------- | ------------------------------------------- | ------------------------------------------- | ------------------------------------------- |
| Boston              |                                             |                                             | 93-114                                      | 116-103                                     | Denver                                      | 128-123 (OT)                                | 98-115                                      |
| Brooklyn            | 113-109                                     | 111-121 (OT)                                | 115-125                                     |                                             | Minnesota                                   | 114-120                                     |                                             |
| New York            | 122-102                                     | 92-95                                       | 84-96                                       |                                             | Oklahoma City                               | 107-114                                     | 101-108                                     |
| Philadelphie        | 111-117                                     | 109-125                                     | 106-124                                     |                                             | Portland                                    |                                             | 104-107                                     |
| Toronto             | 99-112                                      | 92-105                                      | 113-125                                     |                                             | Utah                                        | 105-111                                     | 81-104                                      |
|                     | 2-6                                         | 2-6                                         | 2-4                                         | 2-4                                         |                                             | 1-3                                         | 0-4                                         |
| Division            | 4-10                                        | 4-10                                        | 4-10                                        | 4-10                                        | Division                                    | 1-7                                         | 1-7                                         |
| Division Centrale   | Division Centrale                           | Division Centrale                           | Division Centrale                           | Division Centrale                           | Division Pacifique                          | Division Pacifique                          | Division Pacifique                          |
| Équipe              | Domicile                                    | Domicile                                    | Extérieur                                   | Extérieur                                   | Équipe                                      | Domicile                                    | Extérieur                                   |
| Chicago             | 107-119                                     | 99-108                                      | 106-112                                     | 89-109                                      | Golden State                                |                                             | 111-104                                     |
| Cleveland           | 112-115 (OT)                                | 100-115                                     | 127-94                                      | 115-113                                     | L.A. Clippers                               |                                             | 112-126                                     |
|                     |                                             |                                             |                                             |                                             | L.A. Lakers                                 |                                             | 99-106                                      |
| Indiana             | 96-94                                       | 108-101                                     | 119-110                                     | 106-112                                     | Phoenix                                     | 116-108                                     | 113-111                                     |
| Milwaukee           | 103-127                                     | 106-126                                     | 90-104                                      |                                             | Sacramento                                  | 127-106                                     | 100-106                                     |
|                     | 2-6                                         | 2-6                                         | 3-4                                         | 3-4                                         |                                             | 2-0                                         | 2-3                                         |
| Division            | 5-10                                        | 5-10                                        | 5-10                                        | 5-10                                        | Division                                    | 4-3                                         | 4-3                                         |
| Division Sud-Est    | Division Sud-Est                            | Division Sud-Est                            | Division Sud-Est                            | Division Sud-Est                            | Division Sud-Ouest                          | Division Sud-Ouest                          | Division Sud-Ouest                          |
| Équipe              | Domicile                                    | Domicile                                    | Extérieur                                   | Extérieur                                   | Équipe                                      | Domicile                                    | Extérieur                                   |
| Atlanta             | 100-117                                     | 128-103                                     | 136-103                                     |                                             | Dallas                                      | 111-122                                     |                                             |
| Charlotte           | 107-110                                     | 76-87                                       | 106-109                                     | 101-102                                     | Houston                                     |                                             | 115-107                                     |
| Miami               |                                             |                                             | 108-117                                     |                                             | Memphis                                     | 112-125                                     | 82-96                                       |
| Orlando             | 103-88                                      |                                             | 112-116                                     |                                             | New Orleans                                 | 110-117 (OT)                                | 105-103                                     |
| Washington          | 119-133                                     | 132-102                                     | 99-115                                      | 100-106                                     | San Antonio                                 | 132-98                                      | 109-136                                     |
|                     | 3-4                                         | 3-4                                         | 1-6                                         | 1-6                                         |                                             | 1-3                                         | 2-2                                         |
| Division            | 4-10                                        | 4-10                                        | 4-10                                        | 4-10                                        | Division                                    | 3-5                                         | 3-5                                         |
| Conférence          | 13-30 (Domicile : 7-16; Extérieur : 6-14)   | 13-30 (Domicile : 7-16; Extérieur : 6-14)   | 13-30 (Domicile : 7-16; Extérieur : 6-14)   | 13-30 (Domicile : 7-16; Extérieur : 6-14)   | Conférence                                  | 8-15 (Domicile : 4-6; Extérieur : 4-9)      | 8-15 (Domicile : 4-6; Extérieur : 4-9)      |
| Total               | 21-45 (Domicile : 11-22; Extérieur : 10-23) | 21-45 (Domicile : 11-22; Extérieur : 10-23) | 21-45 (Domicile : 11-22; Extérieur : 10-23) | 21-45 (Domicile : 11-22; Extérieur : 10-23) | 21-45 (Domicile : 11-22; Extérieur : 10-23) | 21-45 (Domicile : 11-22; Extérieur : 10-23) | 21-45 (Domicile : 11-22; Extérieur : 10-23) |

## Classements de la saison régulière
| Conférence Est | Conférence Est         | Conférence Est | Conférence Est | Conférence Est | Conférence Est | Conférence Est | Conférence Est |
| No             | Franchise              | Vic.           | Déf.           | MJ             | V/D            | GB             |                |
| -------------- | ---------------------- | -------------- | -------------- | -------------- | -------------- | -------------- | -------------- |
| 1              | Bucks de Milwaukee     | 56             | 17             | 73             | .767           | –              |                |
| 2              | Raptors de Toronto     | 53             | 19             | 72             | .736           | 2.5            |                |
| 3              | Celtics de Boston      | 48             | 24             | 72             | .667           | 7.5            |                |
| 4              | Pacers de l'Indiana    | 45             | 28             | 73             | .616           | 11             |                |
| 5              | Heat de Miami          | 44             | 29             | 73             | .603           | 12             |                |
| 6              | 76ers de Philadelphie  | 43             | 30             | 73             | .589           | 13             |                |
| 7              | Nets de Brooklyn       | 35             | 37             | 72             | .486           | 20.5           |                |
| 8              | Magic d'Orlando        | 33             | 40             | 73             | .452           | 23             |                |
|                |                        |                |                |                |                |                |                |
| 9              | Wizards de Washington¹ | 25             | 47             | 72             | .347           | 30.5           |                |
| 10             | Hornets de Charlotte   | 23             | 42             | 65             | .354           | 29             |                |
| 11             | Bulls de Chicago       | 22             | 43             | 65             | .338           | 30             |                |
| 12             | Knicks de New York     | 21             | 45             | 66             | .318           | 31.5           |                |
| 13             | Pistons de Détroit     | 20             | 46             | 66             | .303           | 32.5           |                |
| 14             | Hawks d'Atlanta        | 20             | 47             | 67             | .299           | 33             |                |
| 15             | Cavaliers de Cleveland | 19             | 46             | 65             | .292           | 33             |                |

| Division Centrale      | V  | D  | MJ | V/D  | GB   | Dom   | Ext   | Div  |
| ---------------------- | -- | -- | -- | ---- | ---- | ----- | ----- | ---- |
| Bucks de Milwaukee     | 56 | 17 | 73 | .767 | –    | 30–5  | 26–12 | 13–1 |
| Pacers de l'Indiana    | 45 | 28 | 73 | .616 | 11   | 25–11 | 20–17 | 8–7  |
| Bulls de Chicago       | 22 | 43 | 65 | .338 | 30   | 14–20 | 8–23  | 7–9  |
| Pistons de Détroit     | 20 | 46 | 66 | .303 | 32.5 | 11–22 | 9–24  | 5–10 |
| Cavaliers de Cleveland | 19 | 46 | 65 | .292 | 33   | 11–25 | 8–21  | 4–10 |

## Effectif

### Effectif actuel
| Pistons de Détroit Effectif actuel                             |    |                        |                        |                  |
| Entraîneur : Dwane Casey                                       |    |                        |                        |                  |
| Meneur                                                         | 18 | Drapeau des États-Unis | Jordan Bone (R) (TW)   | Tennessee        |
| Arrière                                                        | 6  | Drapeau des États-Unis | Bruce Brown Jr.        | Miami            |
| Ailier / Ailier fort                                           | 45 | /                      | Sekou Doumbouya (R)    | Limoges CSP      |
| Meneur / Arrière                                               | 9  | Drapeau des États-Unis | Langston Galloway      | Saint-Joseph     |
| Ailier fort                                                    | 23 | Drapeau des États-Unis | Blake Griffin          | Oklahoma         |
| Ailier fort / Pivot                                            | 31 | Drapeau des États-Unis | John Henson            | North Carolina   |
| Arrière                                                        | 5  | Drapeau des États-Unis | Luke Kennard           | Duke             |
| Ailier                                                         | 14 | Drapeau des États-Unis | Louis King (R) (TW)    | Oregon           |
| Meneur / Arrière                                               | 22 | Drapeau des États-Unis | Brandon Knight         | Kentucky         |
| Ailier fort / Pivot                                            | 7  | /                      | Thon Maker             | Orangeville Prep |
| Arrière                                                        | 52 | Drapeau des États-Unis | Jordan McRae           | Tennessee        |
| Ailier                                                         | 19 | Drapeau de l'Ukraine   | Sviatoslav Mykhaïliouk | Kansas           |
| Pivot                                                          | -  | Drapeau des États-Unis | Justin Patton          | Creighton        |
| Meneur                                                         | 25 | Drapeau des États-Unis | Derrick Rose           | Memphis          |
| Arrière / Ailier                                               | 17 | Drapeau des États-Unis | Tony Snell             | New Mexico       |
| Arrière                                                        | 13 | Drapeau des États-Unis | Khyri Thomas           | Creighton        |
| Ailier fort                                                    | 35 | Drapeau des États-Unis | Christian Wood         | UNLV             |
| (C) - Capitaine, (R) - Rookie, (TW) - Two-way contract, Blessé |    |                        |                        |                  |

## Récompenses durant la saison
Récapitulatif des récompenses obtenues par les joueurs de l'équipe durant la saison.
| Date       | Joueur                 | Récompense                              |
| ---------- | ---------------------- | --------------------------------------- |
| 14 février | Sviatoslav Mykhaïliouk | ☆ Rising Stars Challenge - Team World ☆ |

## Transactions
Le détail des différents contrats signés par l'équipe est disponible dans la section supérieure des contrats des joueurs, avec les montants des salaires.

### Échanges
| Juin                       | Juin | Juin | Juin   |
| -------------------------- | --- | --- | ------ |
| 20 juin (Jour de la Draft) | Vers les Pistons de Détroit - Droits sur Kevin Porter Jr. (#30) - Tony Snell | Vers les Bucks de Milwaukee - Jon Leuer | [ 6 ]  |
| 26 juin                    | Vers les Pistons de Détroit - Second tour de draft 2020 (de Utah) - Second tour de draft 2021 (de Portland) - Second tour de draft 2023 (de Portland) - Second tour de draft protégé 2024 (de Miami) - Compensation financière de 5 000 000 $ | Vers les Cavaliers de Cleveland - Droits sur Kevin Porter Jr. (#30)                                                                         | [ 7 ]  |
| 26 juin                    | Vers les Pistons de Détroit - Droits sur Deividas Sirvydis (#37) | Vers les Mavericks de Dallas - Droits sur Isaiah Roby (#45) - Second tour de draft 2020 (de Utah) - Second tour de draft 2021 (de Portland) | [ 8 ]  |
| Juillet                    | | |        |
| 7 juillet                  | Vers les Pistons de Détroit - Droits sur Jordan Bone (#57) | Vers les 76ers de Philadelphie - Second tour de draft 2024 (de Miami) - Compensation financière de 2 000 000 $                              | [ 9 ]  |
| Février                    | | |        |
| 6 février                  | Vers les Pistons de Détroit - John Henson - Brandon Knight - Second tour de draft 2023 | Vers les Cavaliers de Cleveland - Andre Drummond                                                                                            | [ 10 ] |

## Arrivées

### Draft
| Date       | Joueur                | Provenance  |
| ---------- | --------------------- | ----------- |
| 04/07/2019 | Sekou Doumbouya (#15) | Limoges CSP |

### Agents libres
| Date       | Joueur            | Provenance                                            |
| ---------- | ----------------- | ----------------------------------------------------- |
| 06/07/2019 | Tim Frazier       | Bucks de Milwaukee                                    |
| 06/07/2019 | Markieff Morris   | Thunder d'Oklahoma City                               |
| 06/07/2019 | Derrick Rose      | Timberwolves du Minnesota                             |
| 17/07/2019 | Christian Wood    | Pelicans de La Nouvelle-Orléans (Claimed off waivers) |
| 19/09/2019 | Joe Johnson       | Rockets de Houston                                    |
| 17/10/2019 | Craig Sword       | BayHawks d'Érié (G League)                            |
| 18/10/2019 | Tre'Shawn Thurman | Wolf Pack du Nevada (NCAA)                            |
| 19/10/2019 | Dakarai Allen     | Drive de Grand Rapids (G League)                      |
| 19/10/2019 | Tra-Deon Hollins  | St. John's Edge                                       |
| 04/03/2020 | Jordan McRae      | Nuggets de Denver (Claimed off waivers)               |
| 26/06/2020 | Justin Patton     | Herd du Wisconsin (G League)                          |

### Contrat de 10 jours
| Date       | Joueur         | Provenance                                      |
| ---------- | -------------- | ----------------------------------------------- |
| 21/02/2020 | Derrick Walton | Hawks d'Atlanta                                 |
| 22/02/2020 | Devon Hall     | Drive de Grand Rapids (G League)                |
| 03/03/2020 | Devon Hall     | Pistons de Détroit (second contrat de 10 jours) |

### Two-way contracts
| Date       | Joueur            | Provenance                     |
| ---------- | ----------------- | ------------------------------ |
| 04/07/2019 | Louis King        | Ducks de l'Oregon (G-League)   |
| 07/07/2019 | Jordan Bone (#57) | Volunteers du Tennessee (NCAA) |

## Départs

### Agents libres
| Date       | Joueur               | Nouvelle équipe¹         |
| ---------- | -------------------- | ------------------------ |
| 01/07/2019 | José Manuel Calderón |                          |
| 01/07/2019 | Wayne Ellington      | Knicks de New York       |
| 01/07/2019 | Kalin Lucas          | KK Crvena Zvezda         |
| 01/07/2019 | Zaza Pachulia        | Retraite                 |
| 01/07/2019 | Glenn Robinson III   | Warriors de Golden State |
| 01/07/2019 | Ish Smith            | Wizards de Washington    |
| 01/07/2019 | Isaiah Whitehead     | BC Astana                |

### Joueurs coupés
| Date       | Joueur          | Nouvelle équipe¹        |
| ---------- | --------------- | ----------------------- |
| 06/02/2020 | Tim Frazier     |                         |
| 18/02/2020 | Reggie Jackson  | Clippers de Los Angeles |
| 21/02/2020 | Markieff Morris | Lakers de Los Angeles   |

¹ Il s'agit de l’équipe pour laquelle le joueur a signé après son départ, il a pu entre-temps changer d'équipe ou encore de pays.

### Joueurs non retenus au training camp
Liste des joueurs non retenus pour commencer la saison NBA.
| Joueur            |
| ----------------- |
| Dakarai Allen     |
| Donta Hall        |
| Tra-Deon Hollins  |
| Joe Johnson       |
| Craig Sword       |
| Tre'Shawn Thurman |
| Todd Withers      |

## Situation à la fin de saison

### Joueurs "agents libres"
| Joueur                 | Fin de saison         |
| ---------------------- | --------------------- |
| Langston Galloway      | Agent libre           |
| John Henson            | Agent libre           |
| Brandon Knight         | Agent libre           |
| Jordan McRae           | Agent libre           |
| Christian Wood         | Agent libre           |
| Jordan Bone            | Agent libre restreint |
| Louis King             | Agent libre restreint |
| Thon Maker             | Agent libre restreint |
| Sviatoslav Mykhaïliouk | Agent libre restreint |

### Options en fin de saison
| Joueur     | Fin de saison  |
| ---------- | -------------- |
| Tony Snell | Option joueur. |